# Mathias Brunner
Mathias Brunner – szwajcarski strzelec, 15-krotny medalista mistrzostw świata.
Był związany ze szwajcarskimi miastami Brugg i Glarus, należał do miejskiego stowarzyszenia strzeleckiego w Glarus (Stadtschützengesellschaft Glarus). 
Podczas swojej kariery Brunner zdobył 15 medali na mistrzostwach świata (w latach 1905–1924). Czterokrotnie stawał na podium w zawodach indywidualnych, zdobywając po dwa medale na turniejach w latach 1913 (srebro w karabinie dowolnym klęcząc z 300 m, brąz w karabinie dowolnym w trzech postawach z 300 m) i 1914 (srebro w pistolecie dowolnym z 50 m, brąz w karabinie dowolnym klęcząc z 300 m). Pozostałe 11 medali osiągnął w zmaganiach drużynowych, w tym 6 złotych, 4 srebrne i 1 brązowy. Najwięcej, bo 5 tytułów, osiągnął z drużyną w karabinie dowolnym w trzech postawach z 300 m, tylko raz zwyciężał z zespołem w pistolecie dowolnym z 50 m.

## Medale mistrzostw świata
Opracowano na podstawie materiałów źródłowych:
| Mistrzostwa           | Konkurencja                                     | Wynik                                         | Miejsce |
| --------------------- | ----------------------------------------------- | --------------------------------------------- | ------- |
| Bruksela 1905         | Pistolet dowolny, 50 m, drużynowo               | 2393 pkt. (druż.) 459 pkt. (ind.)             |         |
| Zurych 1907           | Karabin dowolny, trzy postawy, 300 m, drużynowo | 4848 pkt. (druż.) 941 pkt. ind. (303–333–305) |         |
| Zurych 1907           | Pistolet dowolny, 50 m, drużynowo               | 2395 pkt. (druż.) 460 pkt. (ind.)             |         |
| Hamburg 1909          | Pistolet dowolny, 50 m, drużynowo               | 2450 pkt. (druż.)                             |         |
| Rzym 1911             | Karabin dowolny, trzy postawy, 300 m, drużynowo | 5014 pkt. (druż.)                             |         |
| Rzym 1911             | Pistolet dowolny, 50 m, drużynowo               | 2425 pkt. (druż.)                             |         |
| Bajonna/Biarritz 1912 | Karabin dowolny, trzy postawy, 300 m, drużynowo | 5172 pkt. (druż.)                             |         |
| Camp Perry 1913       | Karabin dowolny, trzy postawy, 300 m, drużynowo | 4959 pkt. (druż.)                             |         |
| Camp Perry 1913       | Karabin dowolny klęcząc, 300 m                  | 346 pkt.                                      |         |
| Camp Perry 1913       | Karabin dowolny, trzy postawy, 300 m            | 985 pkt.                                      |         |
| Viborg 1914           | Karabin dowolny, trzy postawy, 300 m, drużynowo | 5025 pkt. (druż.)                             |         |
| Viborg 1914           | Pistolet dowolny, 50 m                          | 528 pkt.                                      |         |
| Viborg 1914           | Karabin dowolny klęcząc, 300 m                  | 351 pkt.                                      |         |
| Lyon 1921             | Pistolet dowolny, 50 m, drużynowo               | 2465 pkt. (druż.)                             |         |
| Reims 1924            | Pistolet dowolny, 50 m, drużynowo               | 2572 pkt. (druż.)                             |         |